# 狄城遗址
狄城遗址，位于山西省临汾市吉县王家垣乡同乐村西，是中华人民共和国山西省文物保护单位之一。
1996年1月12日，授予山西省文物保护单位，是一座古遗址。